# Schwarz Produktion

Marke: „Schwarz Produktion“

Die Schwarz Produktion ist die Dachmarke der Produktionsbetriebe der Schwarz-Gruppe. Die Marke „Schwarz Produktion“ wurde am 15. Februar 2020 als Unionsmarke in das Register des Deutschen Patent- und Markenamtes eingetragen. Inhaber der Marke ist die MEG Weißenfels GmbH & Co. KG (MEG-Gruppe).
Für die Schwarz Produktion stellen ca. 5.500 Mitarbeiter Lebensmittel, Getränke, Kunststoffverpackungen und Papier für die ebenfalls zur Schwarz-Gruppe gehörenden Kaufland Stiftung & Co. KG und Lidl Stiftung & Co. KG her. Zur Schwarz Produktion gehören die Submarken Solent, Bonback, Bon Gelati, MEG, Sindra, Maxau, Bon Presso, Pro Projekte und Bon Pasta. Handelsrechtlich gibt es mit der Sindra KG und PHO G GmbH & Co. KG zwei Zwischenholdings, die jeweils einen eigenen Jahresabschluss veröffentlichen.

## Struktur

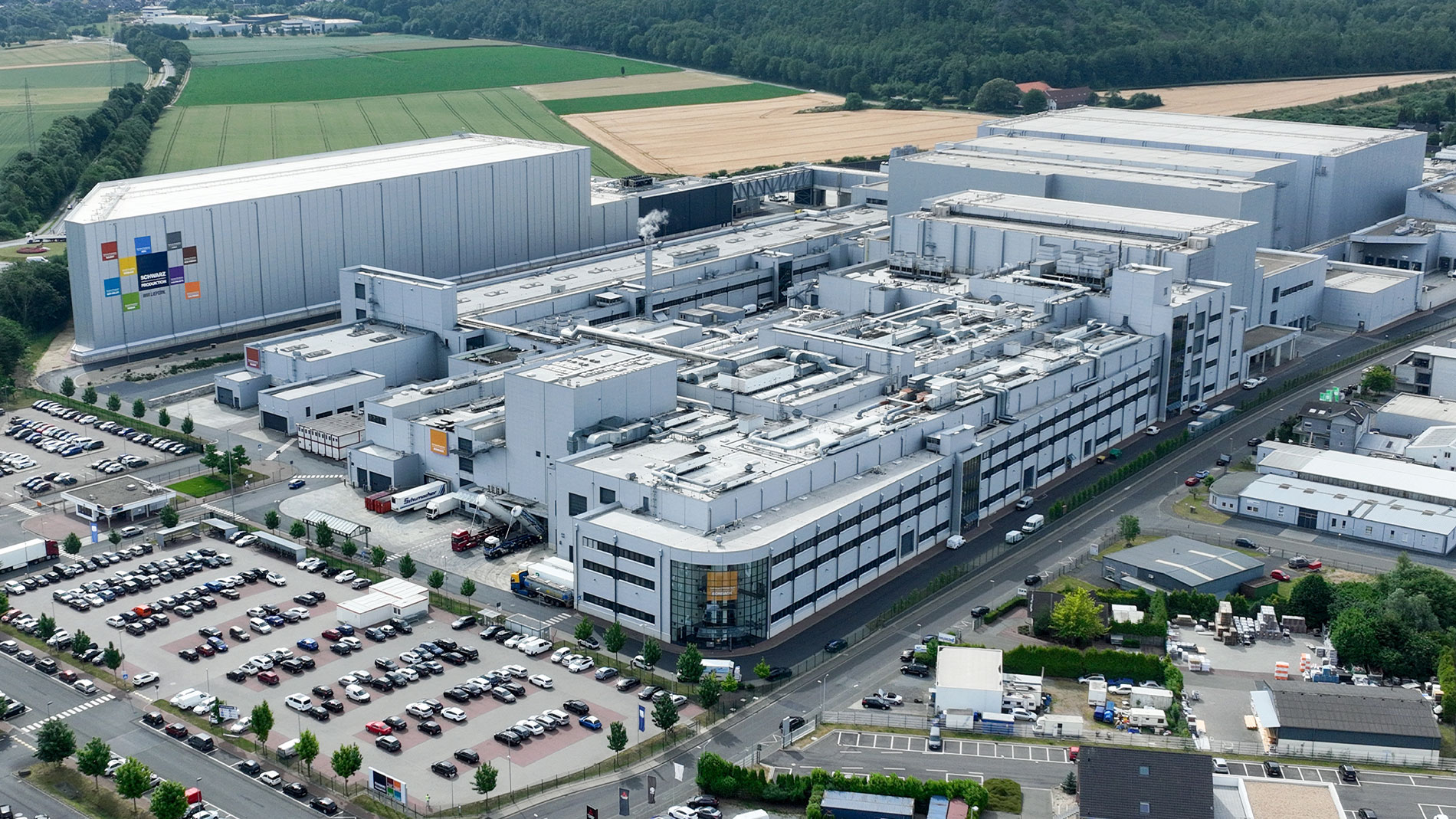
Produktionsbetriebe der Sindra KG in Übach-Palenberg: Solent (Schokoladen- und Nussfabrik), Bonback (Bäckerei), Bon Gelati (Eisfabrik) und Sindra (Transport und Logistik)

Die Schwarz Produktion umfasst die Geschäftsfelder Snacks, Kaffee und Teigwaren, Tiefkühlware, Getränke, Kunststoff und Recycling, Logistik sowie Papier.
In der Zwischenholding PHO G GmbH & Co. KG sind alle Getränke produzierenden Aktivitäten und das Recycling zusammengefasst. In der Sindra KG sind die Unternehmen Solent, Bonback, Bon Gelati, Bon Presso und Bon Pasta vereint. Es handelt sich bei PHO G GmbH & Co. KG und der Sindra KG um zwei Schwesterunternehmen, deren Tochtergesellschaften wiederum unter der Marke Schwarz Produktion zusammengefasst werden.

### PHO G GmbH & Co. KG
Die PHO G GmbH & Co. KG ist die Zwischenholding, in der alle Aktivitäten zur Herstellung von Getränken, der Produktion von Verpackungen und zum Recycling zusammengefasst sind. Sie wurde 2020 gegründet und hat ihren Sitz in Weißenfels, Sachsen-Anhalt. Die Geschäftsführung obliegt Frank Schmidt, Steffen Dannemann und Olaf Richtscheid. Im Geschäftsjahr 2022/23 erzielte das Unternehmen mit 1.337 Mitarbeitern einen Umsatz in Höhe von 551,56 Millionen Euro. Die Unternehmensgruppe fungiert als Muttergesellschaft der MEG-Gruppe.

#### MEG-Gruppe

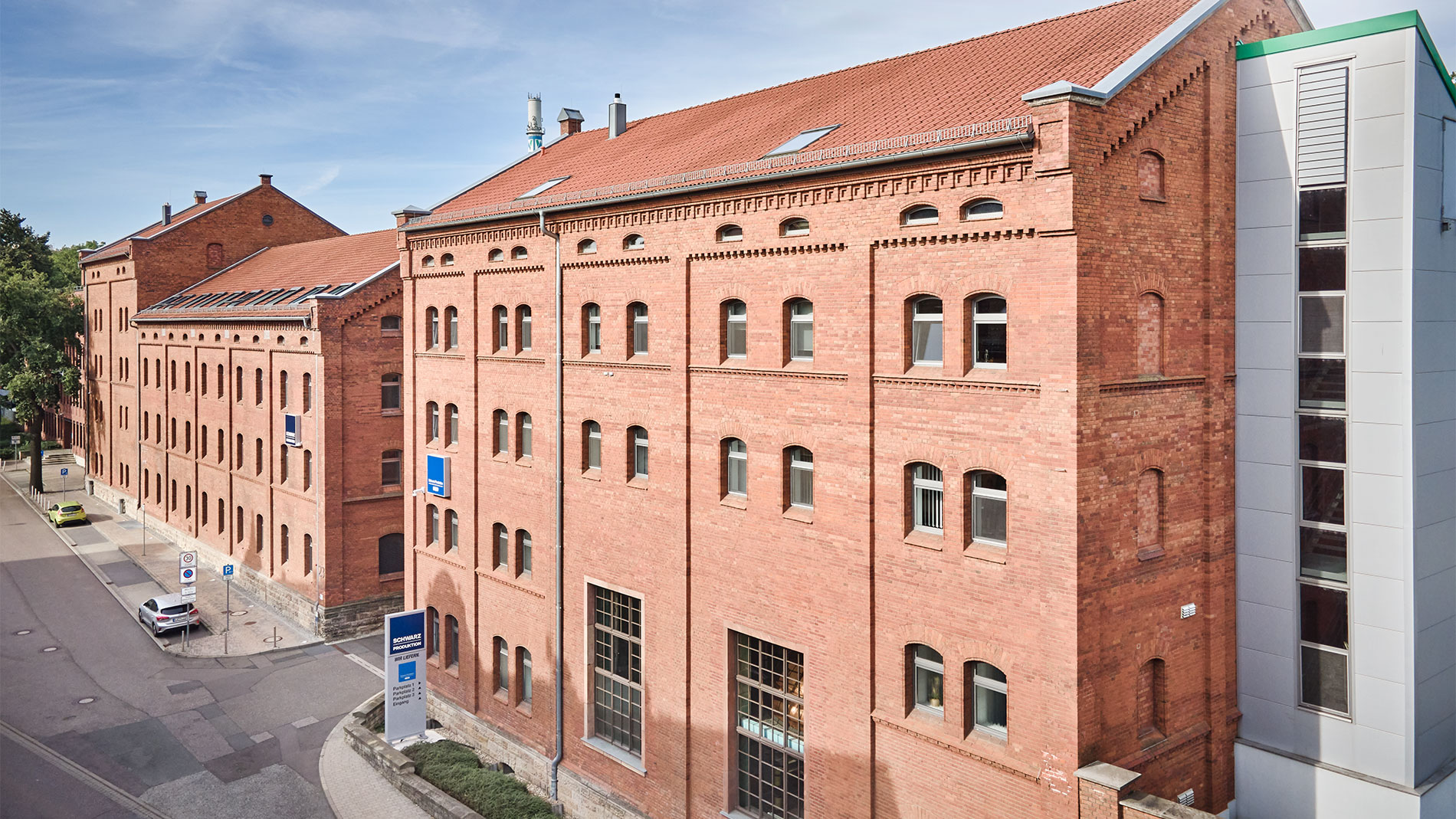
Zentrale der MEG in Weißenfels

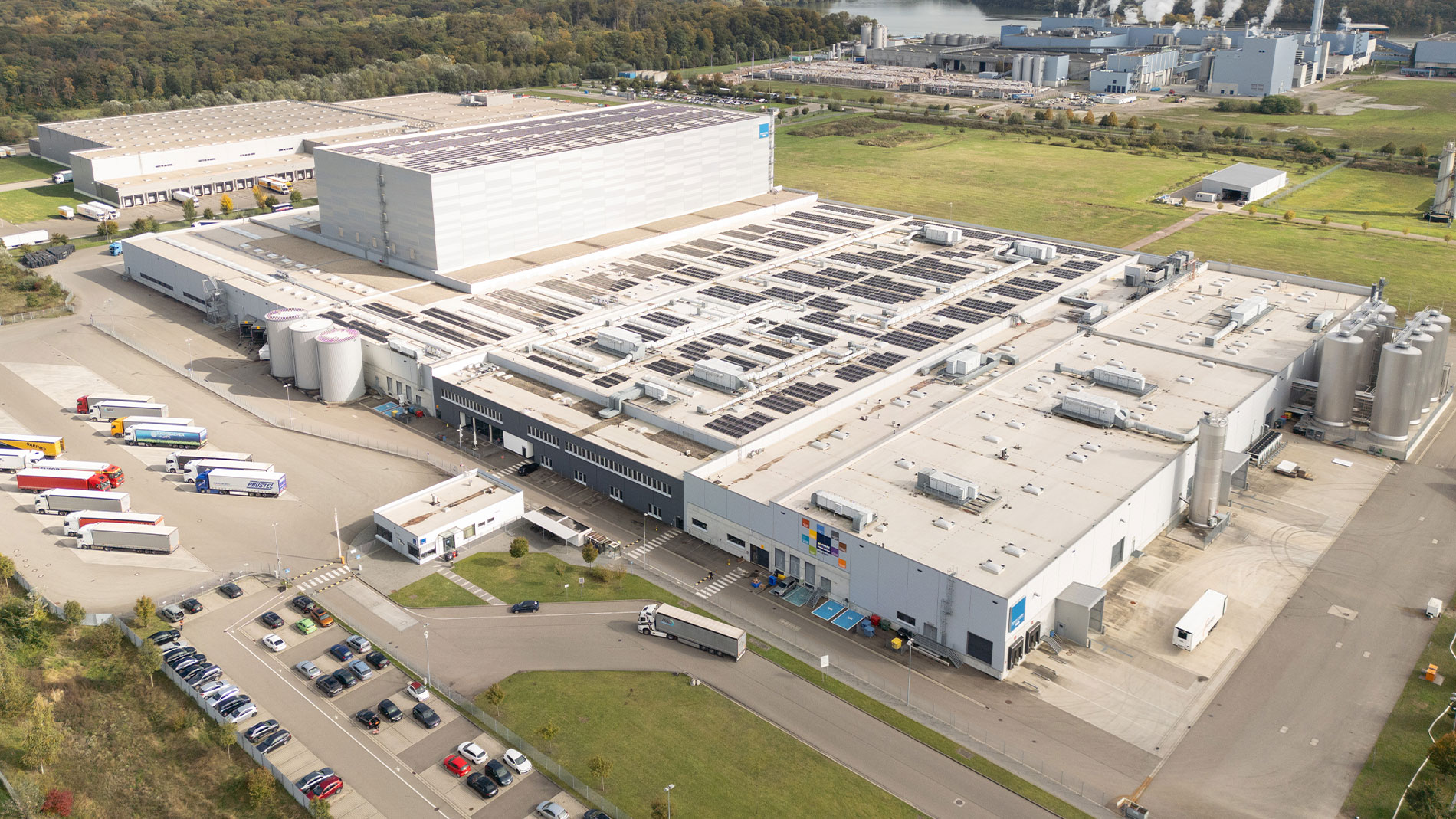
Getränkewerk MEG Wörth am Rhein

Die MEG Weißenfels GmbH & Co. KG ist ein Getränkehersteller, Verpackungsproduzent und Recycling-Anbieter. Gesellschafter des Unternehmens sind die PHO GmbH & Co. KG, MEG Beteiligungs-GmbH, Delta-Stiftung sowie die PVG Geschäftsführungs-KG.
Die MEG-Gruppe ging 1998 als Holding aus der Leißlinger Mineralbrunnen GmbH mit Sitz in Leißling hervor. Der Mineralbrunnen in Leißling besteht seit 1889 und wurde durch die Marken Leißlinger Köhler und Thüringer Gesundbrunnen bekannt. Das Unternehmen wurde von Max Reitwiesner gegründet und seit 1907 als Familienunternehmen geführt. Von 1972 bis 1990 war das Unternehmen verstaatlicht und dem VEB Getränkekombinat Dessau angeschlossen. Mit der Reprivatisierung 1990 übernahm Christian Künzer, Enkel des Unternehmensgründers Max Reitwiesner, den Betrieb.
Im Jahr 2000 wurde mit der MEG Roßbach GmbH (vormals Roßbacher Kunststoffverarbeitungs GmbH) in Braunsbedra ein Werk zur Produktion von PET-Flaschenrohlingen und Verschlüssen für Flaschen übernommen. Die MEG Neuensalz GmbH (vormals Vogtland PET GmbH) stellt aus gebrauchten PET-Flaschen des Pfandsystems PET-Regranulat her. Die MEG Übach-Palenberg GmbH produziert sowohl PET-Regranulat als auch PET-Rohlinge.
Die MEG expandierte in den Jahren 2000 bis 2002 durch den Zukauf der MEG Jessen GmbH (vormals Himmelsberger Mineralbrunnen GmbH), der MEG Löningen GmbH (vormals Weser-Ems Erfrischungsgetränke GmbH) und der MEG Kirkel GmbH (vormals Kirkeler Erfrischungsgetränke GmbH). 2014 kam die MEG Wörth am Rhein (vormals Pfälzer Erfrischungsgetränke GmbH) dazu.
Seit Ende 2023 verfügt die Schwarz Produktion mit dem Getränkewerk MEG Derby über einen Produktionsstandort im Ausland. Das Werk im britischen Derby hat eine jährliche Produktionskapazität von 380 Millionen Flaschen.
Im Jahre 2006 wurde der Hauptsitz der MEG von Leißling in das benachbarte Weißenfels verlagert.
Künzer verkaufte später in mehreren Schritten seine gesamten Anteile an die Schwarz-Gruppe, die seit 2008 Eigentümerin der MEG-Gruppe ist.
Neben der Herstellung von Getränken ist ein wesentliches Geschäftsfeld des Unternehmens das Recycling und die Produktion von PET-Einweggetränkeflaschen. Gemeinsam mit der Lidl Stiftung & Co. KG erfolgte seit 2010 der Aufbau bzw. der Zukauf eigener Recyclingkapazitäten. Dort werden die in den Pfandautomaten der Handelsunternehmen der Schwarz-Gruppe eingesammelten Pfandflaschen recycelt. Große Teile der für Kaufland und Lidl produzierten Eigenmarkengetränke werden inzwischen in sogenannten Kreislaufflaschen aus 100 % Recyclingmaterial abgefüllt und wieder an die Filialen der Handelssparten der Schwarz-Gruppe geliefert. Grundlage des so entstandenen Kreislaufes bilden drei Kunststoff- und Recyclingwerke.

### Sindra KG
Die Sindra KG ist die zweite Zwischenholding, die der Schwarz Produktion zuzurechnen ist. In ihr sind alle Gesellschaften zusammengefasst, die Tafelschokolade, Nüsse, Trockenfrüchte, Teiglinge, Speiseeis, Kaffee und Nudeln produzieren.
Das Unternehmen ist die Eigentümerin der Lebensmittelwerke, das seit 2008 in Übach-Palenberg (David-Hansemann-Str. 1–25) errichtet wurde. Auf einem 250.000 m² großen Grundstück wurde zunächst ein Werk zur Herstellung von Tafelschokolade gebaut. Der Komplex wurde seitdem ständig erweitert. Nachdem das ursprüngliche Grundstück vollständig bebaut war, errichtete das Unternehmen eine Brücke, um direkt Zugang zum Parkplatz haben zu können. Auch die Werke in Waldfeucht-Haaren, Rheine und Erfurt gehören zur Sindra. Sindra investiert pro Jahr zwischen 100 u. 150 Mio. Euro in die Erweiterung und den Neubau von Werken und Produktionsanlagen.

#### Schokoladenfabrik Solent
Im März 2009 begannen die Bauarbeiten in Übach-Palenberg zur Errichtung einer Fabrik zur Produktion von Tafelschokolade, die im Oktober 2010 in Betrieb genommen wurde. Die Stundenproduktion lag im Jahr 2012 bei 1.050 Tafeln. Durch permanente Erweiterungen stieg die Stundenleistung seitdem auf 100.000 Tafeln pro Stunde. Die Schokoladenmasse wird nicht selbst produziert, sondern mit beheizbaren Tank-LKW warm angeliefert und verarbeitet.

#### Kaffeerösterei Bon Presso

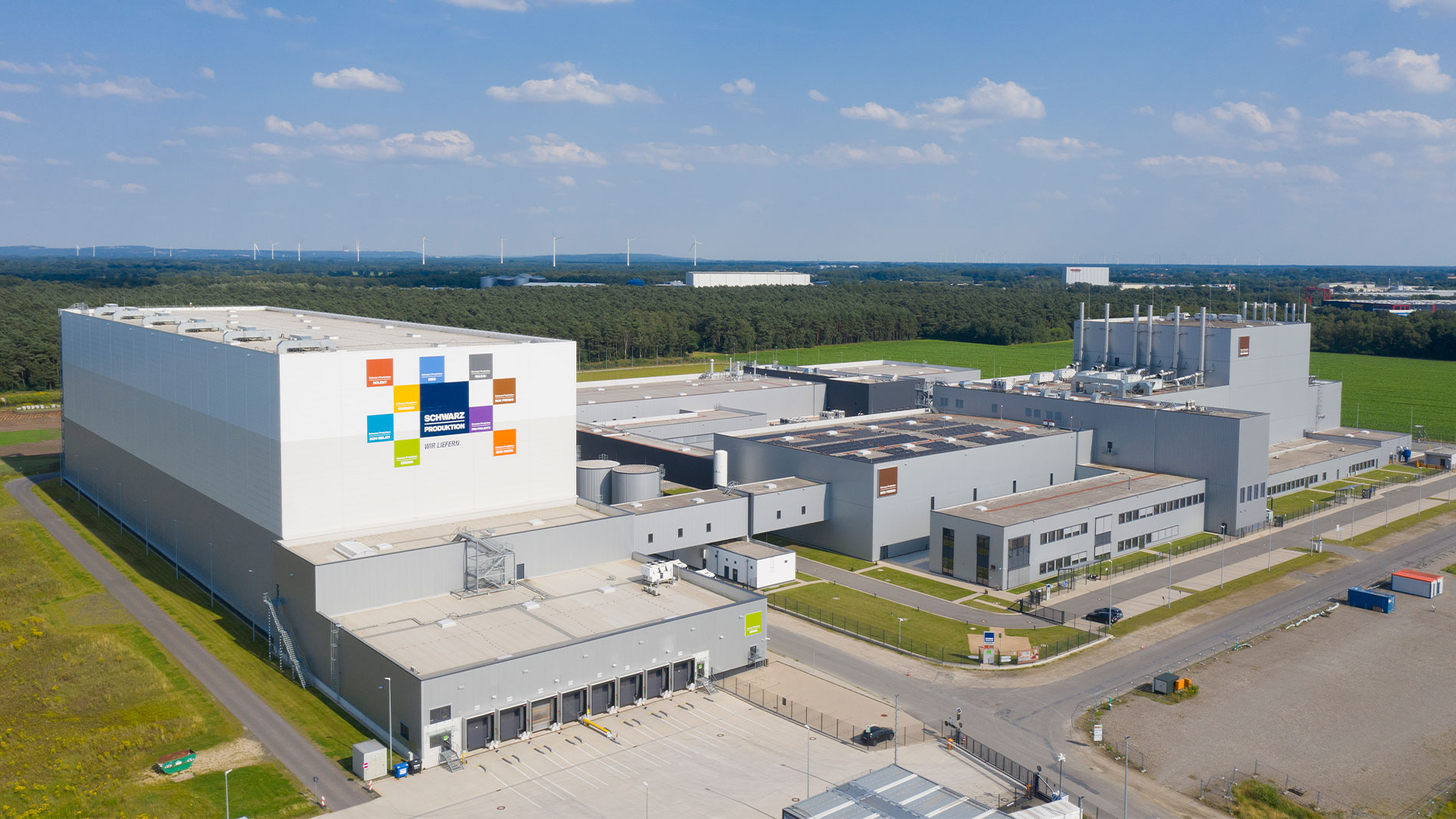
Bon Presso und Solent: Kaffee- und Nussrösterei in Rheine

Im März 2022 nahm die Bon Presso eine neu gebaute Kaffeerösterei mit 100 Mitarbeitern in Rheine in Betrieb. Das Werk hat eine Fläche von 12.500 m² und ein Hochregallager mit 52.000 Palettenplätzen und ist auf eine Jahreskapazität von 50.000 t ausgelegt.

#### Nüsse und Trockenfrüchte Solent
Parallel zur Schokoladenfabrik wurden Produktionslinien in der Solent Übach-Palenberg zum Abpacken von Nussmischungen und Trockenfrüchten gebaut und ebenfalls im Oktober 2010 in Betrieb genommen. Die Kapazität erhöhte sich bis 2023 auf 68.000 t; mittlerweile sind dort 450 Mitarbeitende tätig.
Neben der Kaffeerösterei Bon Presso in Rheine wurde 2024 eine neue Nussrösterei mit rund 160 Mitarbeitern zur weiteren Abpackung errichtet. Diese Solent Rheine röstet und verpackt dabei 47.000 t Nüsse und Trockenfrüchte pro Jahr. Das dafür erforderliche Hochregallager wird sowohl von der Solent Rheine als auch Bon Presso gemeinsam genutzt.

#### Großbäckerei Bonback
Die Großbäckerei der Bonback Übach-Palenberg GmbH & Co. KG (ehemals Bonback GmbH & Co. KG) wurde 2012 in Übach-Palenberg eröffnet und nachfolgend immer wieder erweitert. Gebacken werden insbesondere Teigrohlinge für die Back-Shops in den Lidl- und Kaufland-Filialen in Europa.
Im November 2023 wurde mitgeteilt, dass die Großbäckerei Artiback in Halle (Saale) gekauft wurde. Nach Zustimmung durch das Bundeskartellamt erfolgt die Übernahme im 1. Quartal 2024. Seit September 2024 firmiert das Unternehmen unter dem Namen Bonback Halle (Saale) GmbH und stellt auf zwei Backlinien mit 160 Mitarbeitern tiefgekühlte Backwaren her.

#### Speiseeisfabrik Bon Gelati
Mitte 2015 wurde bekannt, dass die Schwarz Produktion plane, ein eigenes Speiseeiswerk zu bauen. Vorausgegangen war ein jahrelanger Streit mit der DMK Eis GmbH über die Warenverfügbarkeit während der Sommermonate. Das Werk und das Tiefkühl-Hochregallager in Übach-Palenberg im Kreis Heinsberg wurden 2017 in Betrieb genommen. Das Werk gilt als eines der modernsten Speiseeiswerke Europas.
Im Januar 2020 kaufte die Schwarz Produktion das Speiseeiswerk im benachbarten Waldfeucht-Haaren von der DMK Eis GmbH; seitdem ist es als Bon Gelati Haaren Teil der Schwarz Produktion.

#### Nudelfabrik Bon Pasta

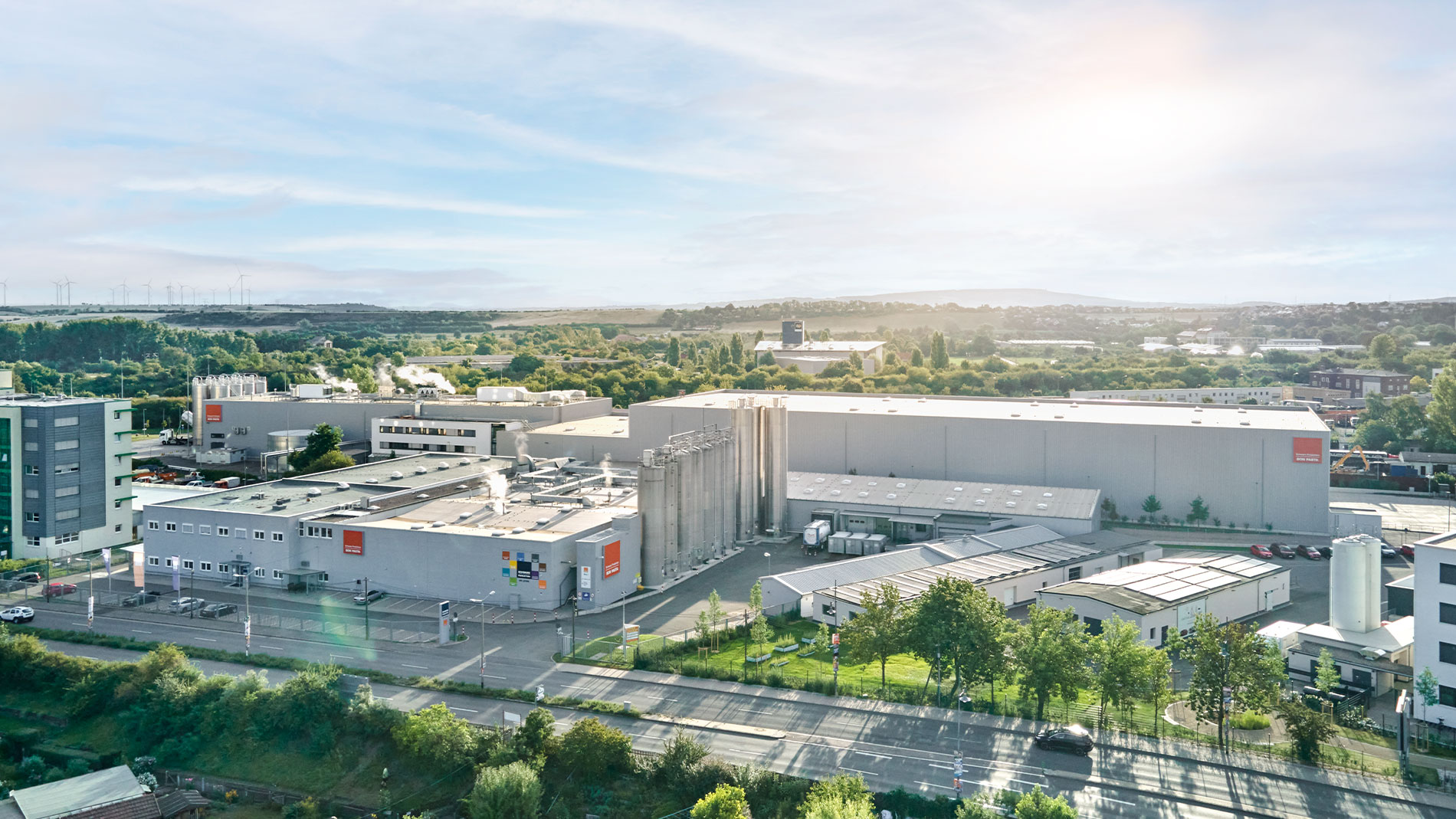
Nudel- u. Teigwarenfabrik Bon Pasta in Erfurt

Nach der Freigabe durch das Bundeskartellamt erfolgte am 4. Oktober 2022 die Übernahme der Erfurter Teigwaren GmbH durch die Schwarz-Produktion. 170 Mitarbeiter realisierten zu diesem Zeitpunkt einen Umsatz von ca. 70 Mio. Euro. Im Zuge der Übernahme wurde das Unternehmen in Bon Pasta GmbH umbenannt.

#### Konfitüre und Honig

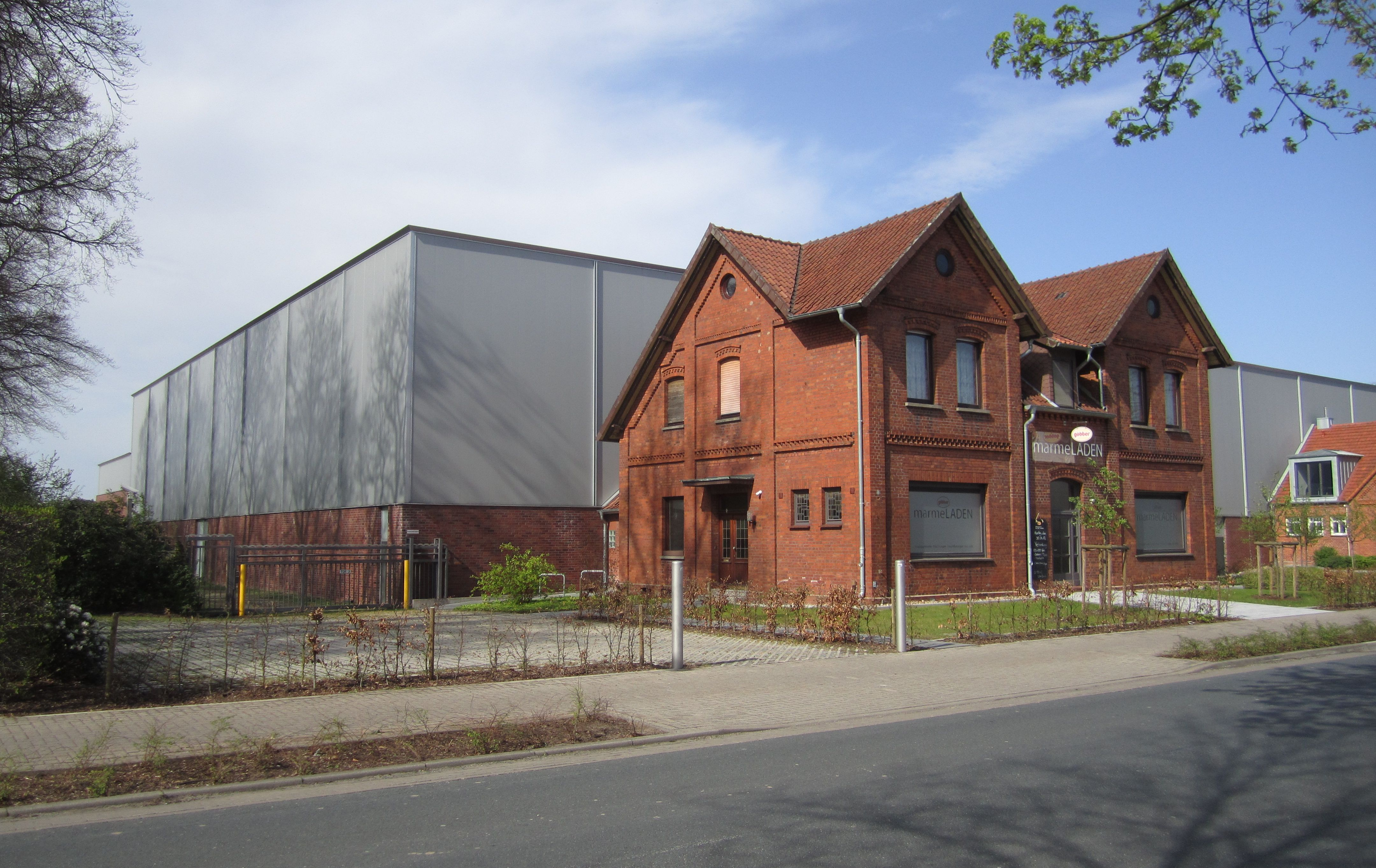
Göbber Werksverkauf in Eystrup

Im Juni 2025 gab Schwarz Produktion bekannt, die Göbber-Gruppe (Hersteller von Fruchtaufstrichen und Honig), bestehend aus den operativen Gesellschaften Göbber GmbH, Deutsche Honig Import GmbH, Eystruper Land GmbH sowie Friedrich Göbber GmbH (alle Eystrup), zu übernehmen. Der Erwerb soll nach Erhalt der wettbewerbsbehördlichen Genehmigungen im dritten Quartal 2025 abgeschlossen sein.

#### Maxauer Papierfabrik

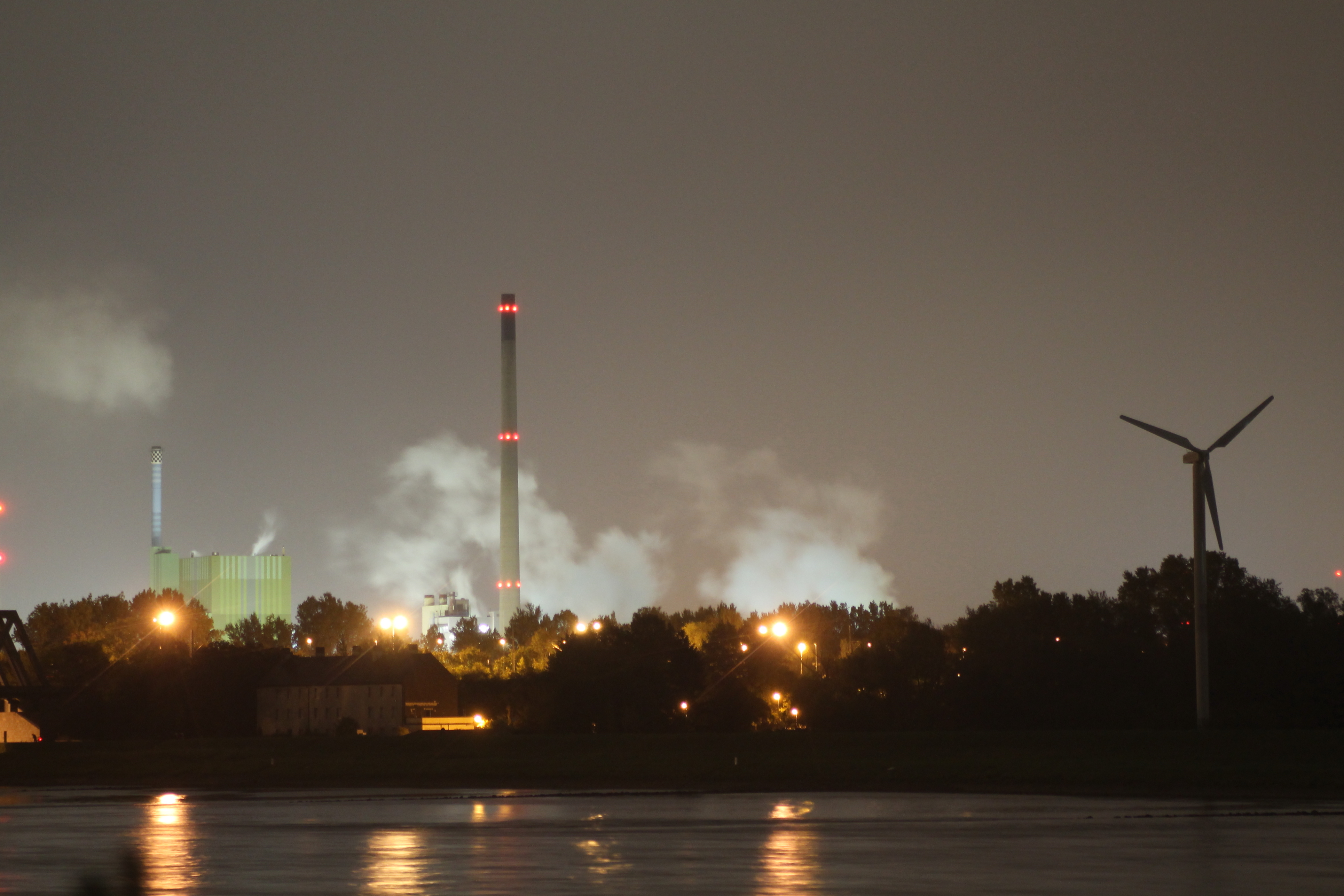
Maxauer Papierfabrik in Karlsruhe

Mitte September 2022 wurde mitgeteilt, dass Schwarz Produktion die Maxauer Papierfabrik in Karlsruhe von Stora Enso übernehmen wolle, wozu die EU-Kommission Ende November 2022 ihre Zustimmung gab. Der Kauf wurde am 1. März 2023 abgeschlossen. Übernehmer war das Tochterunternehmen PHO P GmbH & Co. KG, der Kaufpreis lag bei 210 Mio. Euro. Die Fabrik in Maxau besteht bereits seit 1883 und gehörte bis zur Übernahme 1997 durch Stora Enso (damals noch Enso Oyj) zur E. Holtzmann & Cie. AG. Die 440 Mitarbeiter produzieren jährlich 530.000 t superkalandriertes Papier (SC).

#### Planungsbüro Pro Projekte
2010 wurde die Projektgesellschaft Pro Projekte GmbH & Co. KG mit Sitz in Düsseldorf gegründet. Unter der 2020 eingetragenen Marke Schwarz Produktion Pro Projekte verantwortet das Unternehmen die Konzeption und Errichtung neuer Standorte.